# Elbit Hermes 450
Elbit Hermes 450 — це ізраїльський багатоцільовий середньорозмірний безпілотний літальний апарат (БПЛА), розроблений для виконання тактичних довготривалих місій. Він має тривалість польоту понад 20 годин, Його основною місією є розвідка, спостереження та передача комунікацій. Варіанти корисного навантаження містять електрооптичні/інфрачервоні датчики, засоби зв'язку та електронного інтелекту, радар із синтетичною апертурою/індикацію рухомих цілей, радіоелектронну боротьбу та гіперспектральні датчики.

## Історія експлуатації

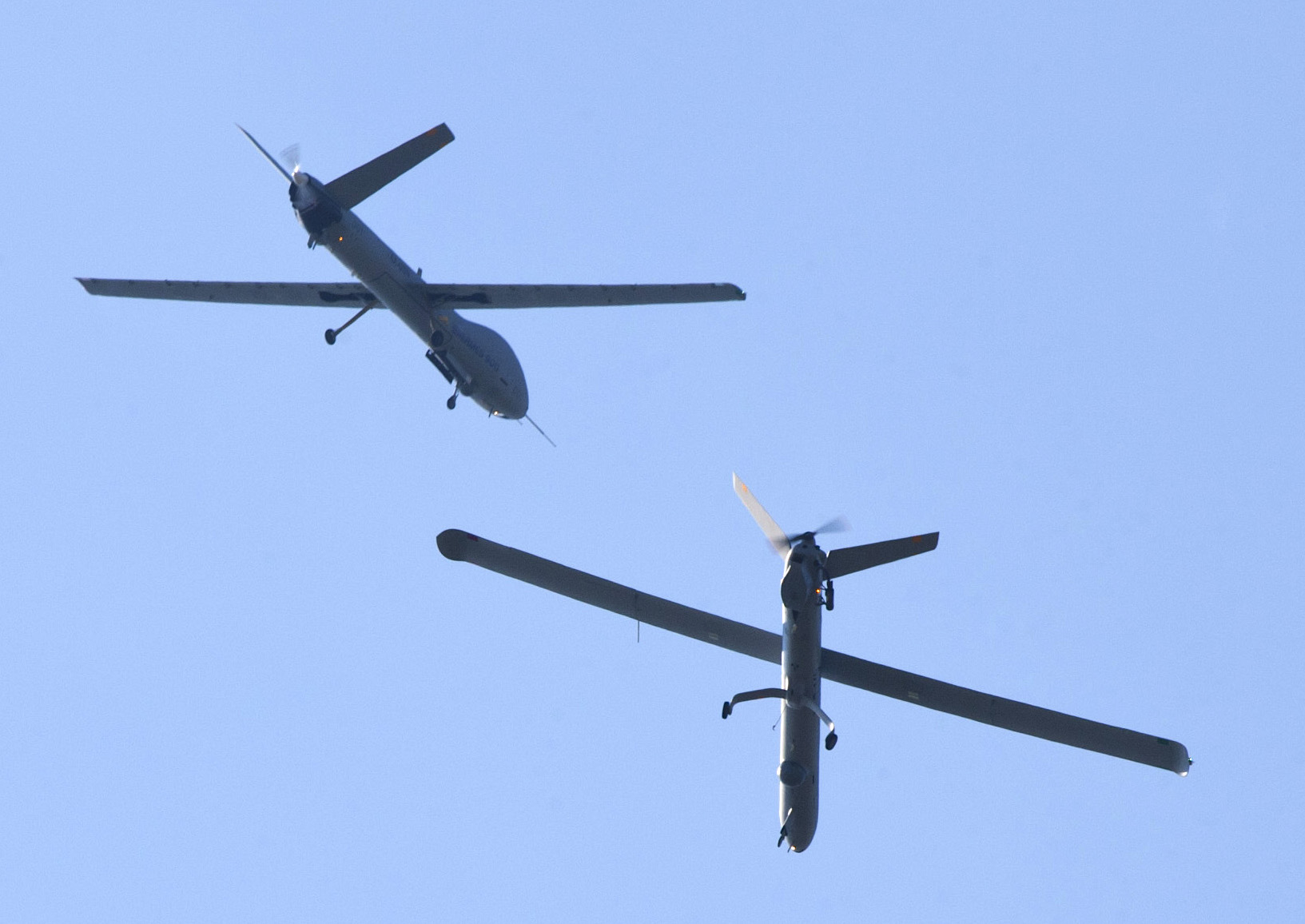
Безпілотний літальний апарат Elbit Hermes 900 і Elbit Hermes 450 у формуванні

### Азербайджан
Як повідомляється, 12 вересня 2011 року Армія оборони Арцаху (АРДА) збила БПЛА над повітряним простором невизнаної Республіки Арцах. Попередні розслідування, проведені ARDA, визначили, що модель належить до типу Hermes 450.

### Бразилія
Історія Conexão Reporter про військову інтервенцію в Ріо-де-Жанейро у 2018 році показує, що бразильські військові використовували щонайменше один дрон Hermes 450 для забезпечення ISR під час операцій безпеки.

### Грузія
У квітні 2008 року під час грузинсько-російських збиттів шпигунських літаків, три Elbit Hermes 450 були збиті російськими військами: один з МіГ-29, а ще два вогнем з землі. У російському МЗС заявили та показали уламки двох збитих 18 березня та 20 квітня безпілотників Herbil із серійними номерами 551 та 553 відповідно. У звіті місії UNOMIG говориться, що група виявила уламки принаймні трьох грузинських безпілотників Hermes 450, збитих 18 березня, 20 квітня та 12 травня 2008 року. Абхазькі сили заявили про 7 збитих безпілотників. За словами президента Грузії та електронних листів від Stratfor, коди зв'язку безпілотників були передані Росії Ізраїлем в обмін на коди систем протиракетної оборони Тор-М1, які Росія продала Ірану.

### Ізраїль
Ізраїльські БПЛА Hermes 450 брали участь в операціях у секторі Газу, Другій Ліванській війні, а також під час повітряних нальотів на Судан у 2009 році.
Три дрони Hermes 450 були втрачені під час Ліванської війни 2006 року, два через технічні проблеми та один через помилку оператора.
11 липня 2015 року ізраїльський безпілотник Hermes 450 розбився поблизу порту Тріполі, Ліван. Дрон опинився на глибині 8 метрів під водою і був піднятий ліванською армією.
31 березня 2018 року ізраїльський дрон Hermes 450 розбився через технічну несправність. Ще один ізраїльський безпілотник атакував заземлений дрон. Ліванська армія випустила заяву, в якій повідомила, що заземлений дрон був оснащений чотирма неспрацьованими боєприпасами. Технічний підрозділ Ліванської армії здійснив його підрив.
5 листопада 2023 року під час ізраїльських зіткнень у Лівані, пов'язаних з ізраїльською війною ХАМАС у 2023 році, Хезболла збила ізраїльський безпілотник Hermes 450, який летів над Набатією на півдні Лівану. Уламки дрона впали на будинки в містах Забдін і Харуф.

### Велика Британія
Гермес 450 використовувався 32-м полком Королівської артилерії британської армії під час військових операцій в Афганістані, наданий консорціумом Thales/Elbit за контрактом лізингу, починаючи з липня 2007 року. З 52 літаків, що використовувалися британцями в Афганістані та Іраку, сім розбилися в Афганістані та один в Іраку.

## Оператори
Азербайджан

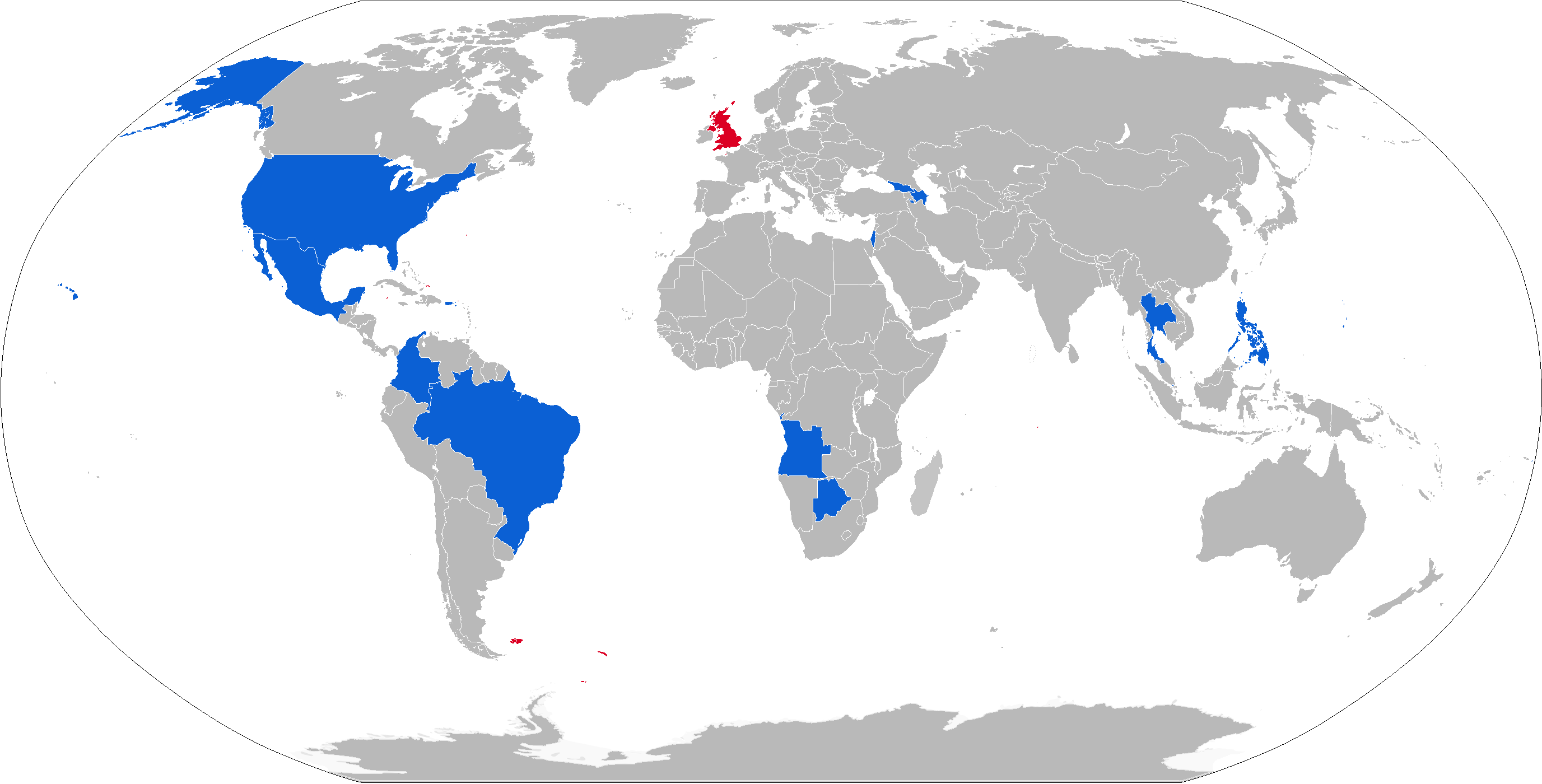
Карта з операторами Hermes 450 позначеними синім кольором, а з колишніми операторами червоним

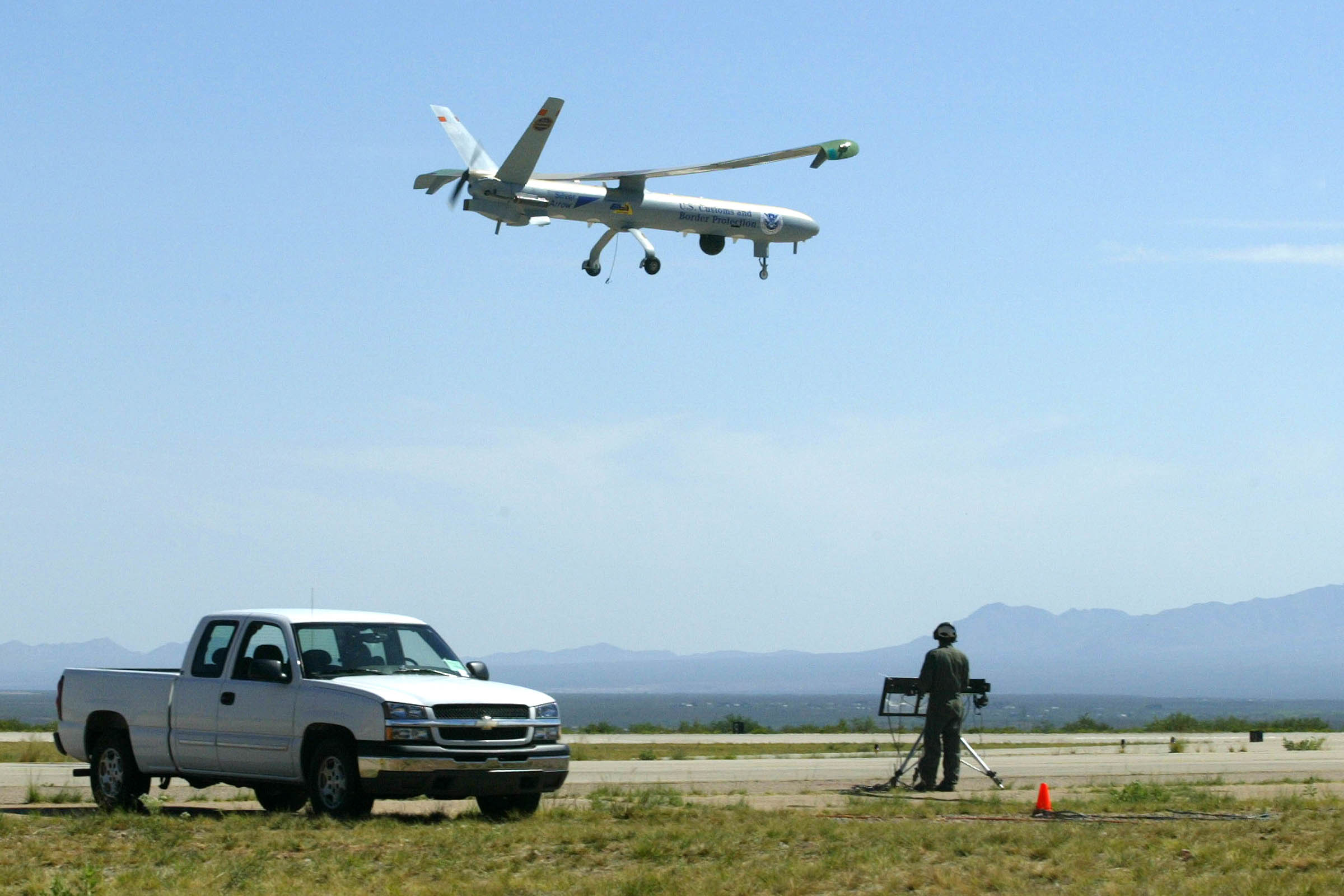
Посадка Hermes 450

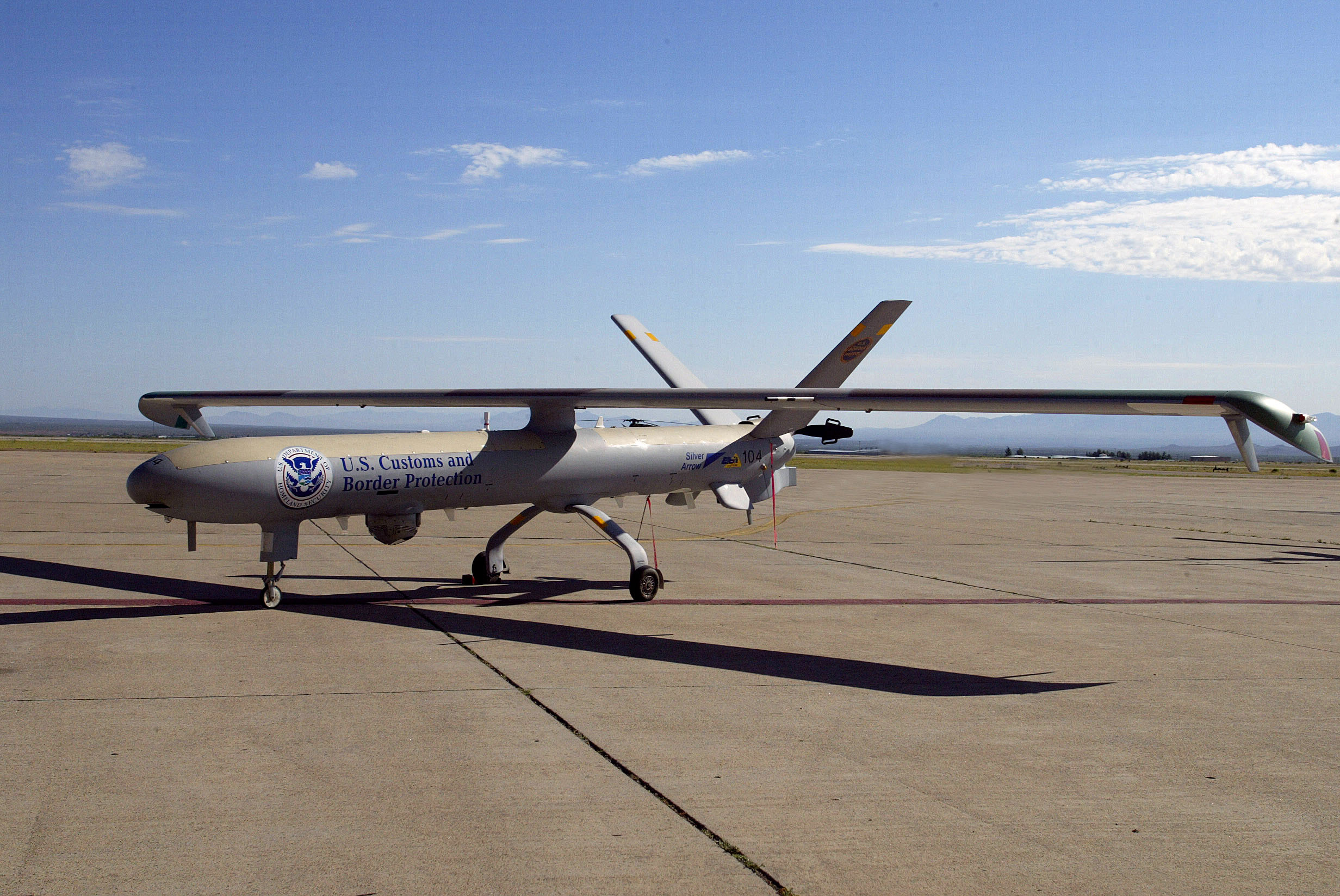
Гермес 450 митної та прикордонної служби США

- У 2008 році придбано 10 безпілотників Hermes 450.

 Ботсвана
 Бразилія
- Починаючи з грудня 2009 року, ВПС Бразилії орендують одиницю на 1 рік для тестування та оцінки спільно з бразильською армією та бразильськими ВМС ;[22] в планах купити ще два[23] Військово-повітряні сили Бразилії використовували два в 2011 році, ще два були доставлені в лютому 2013 року[24]

 Колумбія
- У серпні 2012 року Elbit виграв багатомільйонний контракт на постачання змішаного флоту безпілотних літальних апаратів Hermes 900 і 450 до Колумбії.[25] У липні 2013 року Колумбійські аерокосмічні сили підтвердили, що у них є один Hermes 450 на замовлення, який буде прийнято в найближчі місяці.[26]

 Грузія
- Гермес 450 також використовувався Грузією для розвідки над територією спірної Абхазії, де було збито три безпілотники.[27]

 Ізраїль
- Військово-повітряні сили Ізраїлю, які експлуатують ескадрилью Hermes 450 з авіабази Palmachim на південь від Тель-Авіва, адаптували Hermes 450 для використання як штурмовий БПЛА. Як повідомляється, його обладнали двома ракетами Hellfire або, за різними джерелами,[який?] двома ракетами виробництва Rafael.

 Північна Македонія
- Авіаційна бригада Північної Македонії експлуатує системи Hermes 450[28]

 Мексика
- Військово-повітряні сили Мексики придбали систему Hermes 450 у 2009 році[29][30]

 Філіппіни
- Філіппінська армія — компанія Elbit Systems у пресрелізі на своєму вебсайті оголосила про те, що вона отримала контракт на суму 153 мільйони доларів США на постачання мережевої системи безпілотних літальних систем з кількома решітками для армії Південно-Східної Азії. За даними Maxdefense, цією країною є Філіппіни, і вона є частиною проєкт придбання безпілотних літальних систем C41STAR армії Філіппін. Придбання містить безпілотні літальні апарати Elbit Thor Multirotor VTOL Mini UAS (рівень 1), Elbit Skylark 1-LEX Mini UAS (рівень 1), Elbit Skylark 3 Tactical Small UAS (рівень 2) і Elbit Hermes 450 Tactical Long Endurance UAS (рівень 3).[31]
- Військово-повітряні сили Філіппін отримали повну поставку трьох безпілотних літальних систем Hermes 900 і однієї Hermes 450 у рамках контракту на суму приблизно 175 мільйонів доларів США. Кожна система складається з трьох безпілотних літальних апаратів (БПЛА), наземної системи управління та допоміжного обладнання. Elbit Systems також включила в угоду запасний вживаний БПЛА Hermes 450, загалом 9 безпілотників Hermes 900 і 4 безпілотники Hermes 450. Ці підрозділи будуть підпорядковані 300-му відділу повітряної розвідки та охорони.[32]

 Сінгапур
- Міністерство оборони Сінгапуру оголосило, що військово-повітряні сили Республіки Сінгапур додають Hermes 450 до свого флоту безпілотних літальних апаратів як частину нового командування БПЛА ВПС.[33]

 Таїланд
- Королівська армія Таїланду отримала чотири безпілотних літальних апарати Hermes 450. БПЛА експлуатуються 21-м авіаційним батальйоном в ентрі армійської авіації в Лопбурі.[34]

 США
- Гермес 450 експлуатується спільною програмою випробувань і оцінки безпілотних літальних апаратів Міністерства оборони США на військово-морській авіаційній базі Феллон[35], а два Гермес 450 були випробувані прикордонним патрулем США у 2004 році.

 Замбія
- Принаймні один Hermes 450 був помічений на озброєнні ВПС Замбії у вересні 2018 року[36]

### Колишні оператори
Велика Британія
Британська версія Hermes 450 була єдиною Hermes, яка використовувала лазерні гіроскопи у своїй інерціальній навігаційній системі. Міністерство оборони Великої Британії не встановлювало озброєння на крила. Hermes 450 є основою Watchkeeper WK450 британської армії, розробка якої почалася в липні 2005 року спільно з Thales. У вересні 2013 року Hermes 450 досяг 70 000 годин польоту, підтримуючи британські війська в Афганістані, що еквівалентно 8 рокам безперервних польотів. Британці літали на Hermes 450 більше, ніж будь-яка інша країна в Афганістані. Станом на січень 2014 року британські літальні апарати Hermes 450 налітали понад 86 000 годин над Іраком і Афганістаном. До дев'яти літальних апаратів літало з табору Бастіон і виконувало п'ять польотів на день, накопичуючи загальну 70-годинну зону обліку спостереження Коли Watchkeeper WK450 надійшов на озброєння в Афганістан в середині вересня 2014 року, а наземне радіолокаційне покриття в Бастіоні було вимкнено, британська армія припинила використання тимчасово орендованого Hermes 450.

## Технічні характеристики
Загальні характеристики
- Екіпаж: 0
- Вантажність: 180 кг (400 фунтів)
- Довжина: 6.1 м (20 футів 0 дюймів)
- Розмах крил: 10.5 м (34 футів 5 дюймів)
- Максимальна вага: 550 кг (1,213 фунта)
- Об'єм палива: 105 кг (231 фунт)
- Двигун: 1 × UAV Engines Limited R802/902(W) двигун Ванкеля, 39 кВт (52 к.сс)

Льотні характеристики
- Максимальна швидкість: 176 км/год (109 миль/год, 95 вузлів)
- Крейсерська швидкість: 130 км/год (80 миль/год, 70 вузлів)
- Швидкість гальмування: 78 км/год (48 миль/год, 42 вузлів)
- Дальність: 300 км (190 миль, 160  морських миль)
- Тривалість польоту: 17 годин (450LE — 30 30 годин)
- Максимальна висота: 5,500 м (18,000 футів)
- Швидкість підйому: 4.6 м/с (900 футів/хв)
- Максимальний радіус місії: 200 км (120 миль; 110 морських миль)

### Озброєння
- Спайк (ракета)[40]